# سبطانة ملساء

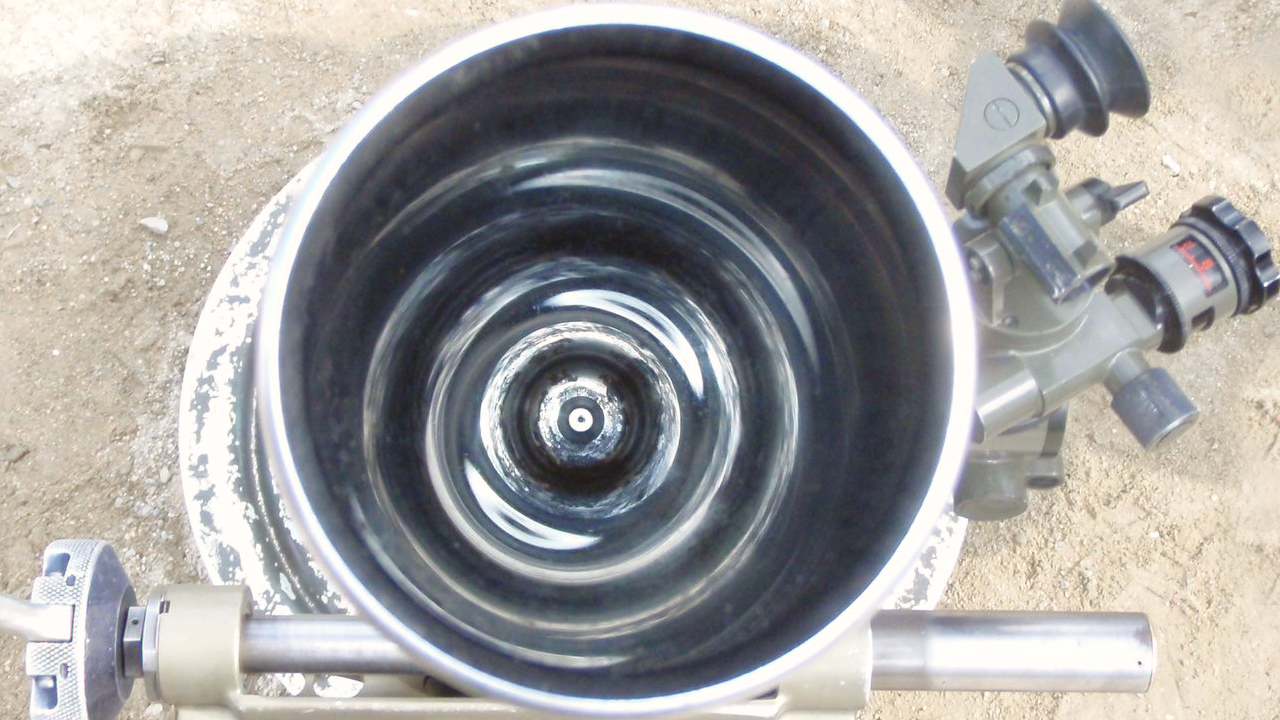
سبطانة ملساء لمدفع هاون عيار 81 ملم

سبطانة ملساء هي سبطانة ناعمة الملمس من الداخل حيث لا توجد على سطحها الداخلي أخاديد لولبية بعكس السبطانات المحلزنة، تستخدم السبطانة الملساء في العديد من الأسلحة كبنادق الصيد وفي المدافع الميدانية والبنادق ومدافع الدبابات.